# 五明楼玉輔
五明楼 玉輔（ごめいろう たますけ）は、落語の名跡。5代目死後は空位。旧字体は五明樓玉輔。
なお、平成に入ってから春風亭あさ市が、真打昇進時に五明樓玉の輔と改名している。（6代目とは名乗っていない）
- 2代目五明楼玉輔 - 後の玉の家梅翁。
- 5代目五明楼玉輔 - 後の2代目柳亭市馬。

## 初代
初代 五明楼 玉輔（1802年（逆算） - 1868年5月30日）本名は津国屋長兵衛（長三郎）。
船遊亭（萬笑亭）扇幸の門下で秀幸を名乗る。のちに初代金原亭馬生門下で福内庵馬長から初代鈴々舎馬風、1838年、1839年ころに2代目金原亭馬生、1844年に2代目立川焉馬と講談師の桃林亭東玉に師事し初代立川玉輔、1852年に初代五明楼玉輔、このころ湯島天神境内の蔭間茶屋「津国屋」に入夫。1866年、1867年ころに連城亭玉童と改名。
講談時代は義士伝を得意とした。噺本「鬼笑福茶釜」を残す。
4代目船遊亭扇橋は実子。弟子には馬扇改め2代目金原屋馬之助（漆屋万蔵）、初代花林花鏡、林々舎馬勇（水沢長三郎）、2代目玉輔、2代目古今亭志ん生らがいる。

## 3代目
3代目五明楼 玉輔（1847年2月26日 - 1918年10月19日）本名は川村赤吉。
父は初代金原亭馬きん、母は2代目志ん生の姉、甥に活動弁士の松井翠声。3代目金原亭馬生の門下で馬勢、まもなく父が亡くなり2代目馬きんを襲名、地方ドサ廻りを経て1875年、1876年ころに東京に戻り3代目玉輔を襲名、1900年6月講釈師となり大箆坊寿観、後に玉輔に戻り1906年には病気で引退。弟子に蓁々斎桃葉（3代目人情亭錦紅）五明楼国輔（青柳茂蔵）、五明楼玉若（後の新派の俳優福井茂兵衛）、2代目松柳亭鶴枝らがいる。

## 4代目
4代目五明楼玉輔（1856年10月 - 1935年5月24日）本名は原（一時平野）新左衛門。
江戸の原大隅守の旗本の家に生まれ、維新後商人をやったが長続きせず、1875年に2代目古今亭志ん生の門下になり、古今亭志ん好から1876年に西南戦争に従軍し、兵役後、志ん多、1893年8月に本名からとった古今亭新左衛門、同年10月？に古今亭今朝、明治30年代は大阪三友派でも活躍、1905年1月？に五明楼春輔を経て1906年11月に4代目玉輔を襲名。得意ネタは「小言念仏」、そのため「小言念仏の玉輔」と呼ばれる、また風貌から「かっぱの玉輔」とも呼ばれた。晩年は柳家金語楼の一座にいた。墓石は日暮里の善性寺で「柳家金語楼建之」と刻まれている。戒名は「清明院玉輔信士」。
実子は五明樓玉の助。